# Théâtre à la table
Le Théâtre à la table est un programme de représentations en ligne ou les acteurs de la troupe de la Comédie-Française jouent des pièces du répertoire après une semaine de répétition.

## Histoire
Depuis octobre 2020, à cause de la pandémie de Covid-19, la Comédie-Française a dû fermer comme tous les autres théâtres en France. La Comédie-Française bénéficiant d'une troupe permanente, il a été décidé de lancer un programme de représentations en ligne, incluant la lecture intégrale d'À la recherche du temps perdu, et un programme de représentations sur YouTube nommé Théâtre à la table pour lequel les acteurs jouent une pièce du répertoire après avoir répété pendant une semaine,. Ces représentations diffusées sur internet suscitent l'engouement du public, incluant des spectateurs qui ne sont pas Parisiens, et même d'autres pays.

## Liste des représentations
| Date             | Pièce                                                                           | Distribution |
| ---------------- | ------------------------------------------------------------------------------- | --- |
| 7 novembre 2020  | Bajazet (Racine)                                                                | Direction artistique: Éric Ruf Distribution: Sylvia Bergé (Zatime), Clotilde de Bayser (Roxane), Hervé Pierre (Acomat), Bakary Sangaré (Osmin), Birane Ba (Bajazet), Élissa Alloula (Atalide), Claïna Clavaron (Zaïre) |
| 14 novembre 2020 | Juste la fin du monde (Jean-Luc Lagarce)                                        | Distribution: Jérémy Lopez (Antoine), Danièle Lebrun (The mother), Laurent Lafitte (Louis), Anna Cervinka (Catherine), Pauline Clément (Suzanne) |
| 21 novembre 2020 | Les Fausses Confidences (Marivaux)                                              | Distribution: Éric Génovèse (The Count), Coraly Zahonero (Madam Argante), Jérôme Pouly (Dubois), Christian Hecq (Monsieur Rémy), Nicolas Lormeau (Arlequin), Claire de La Rüe du Can (Marton), Julien Frison (Dorante), Élissa Alloula (Araminte), Leah Lapiower |
| 28 novembre 2020 | Hippolyte (Robert Garnier)                                                      | Direction artistique: Didier Sandre Distribution: Christian Gonon (Égée), Loïc Corbery (Thésée), Adeline d'Hermy (Phèdre), Clément Hervieu-Léger (The Messenger), Anna Cervinka (The Nanny), Pauline Clément (The Choir), Julien Frison (Hippolyte) |
| 5 décembre 2020  | Sois Belle et Tais-Toi adapté du film eponyme de Delphine Seyrig                | Direction artistique: Françoise Gillard Distribution: Claude Mathieu (Telias Salvi), Coraly Zahonero (Jane Fonda), Françoise Gillard (Delphine Seyrig), Clotilde de Bayser (Ellen Burstyn), Danièle Lebrun (Rose de Gregorio), Claire de La Rüe du Can (Marie Dubois), Anna Cervinka (Rita Renoir), Rebecca Marder (Juliet Berto), Pauline Clément (Mallory Millet-Jones), Élise Lhomeau (Millie Perkins), Clémentine Billy (Louise Fletcher), Leah Lapiower (Maria Schneider), Chloé Ploton (Luce Guilbeault) |
| 12 décembre 2020 | L'École des femmes (Molière)                                                    | Directeur artistique: Coraly Zahonero Distribution: Thierry Hancisse (Arnolphe), Alexandre Pavloff (Enrique et le Notaire), Jérôme Pouly (Alain), Guillaume Gallienne (Chrysalde), Stéphane Varupenne (Horace), Adeline d'Hermy (Agnès), Didier Sandre (Oronte), Danièle Lebrun (Georgette) |
| 21 décembre 2020 | Le Tartuffe ou l'Imposteur (Molière)                                            | Direction artistique: Éric Ruf Distribution: Claude Mathieu (Madam Pernelle), Éric Génovèse (Tartuffe), Clotilde de Bayser (Elmire), Hervé Pierre (Cléante), Nicolas Lormeau (Monsieur Loyal), Didier Sandre (Orgon), Laurent Lafitte (Damis), Anna Cervinka (Dorine), Clémentine Billy (Mariane), Antoine de Foucauld (Valère) |
| 26 décembre 2020 | Le Bœuf sur la Table                                                            | Direction artistique: Stéphane Varupenne et Sébastien Pouderoux Distribution: Véronique Vella, Florence Viala, Stéphane Varupenne, Jérémy Lopez, Benjamin Lavernhe, Sébastien Pouderoux, Noam Morgensztern, Claire de La Rüe du Can, Rebecca Marder, Yoann Gasiorowski, Nicolas Verdier |
| 30 janvier 2021  | Le roi s'amuse (Victor Hugo)                                                    | Direction artistique: Aurélien Hamard-Padis Distribution: Salomé Benchimol (Triboulet), Clémentine Billy (Pardaillan), Aksel Carrez (François Premier), Flora Chéreau (Blanche), Antoine de Foucauld (Cossé), Mickaël Pelissier (Marot, Madame de Cossé et Saltabadil), Chloé Ploton (Bérarde), Camille Seitz (Brion, Saint-Vallier et Maguelonne), Nicolas Verdier : Triboulet |
| 6 février 2021   | Ruy Blas (Victor Hugo)                                                          | Direction artistique: Nicolas Lormeau Distribution: Guillaume Gallienne (Don Salluste de Bazan), Michel Vuillermoz (Don Guritan), Christian Gonon (Don César de Bazan), Julie Sicard (Doña Maria de Neubourg), Bakary Sangaré (le Comte d'Albe, Don Manuel Arias, Montazgo et Covadenga), Christian Hecq (le Marquis de Santa Cruz et le Comte de Camporeal), Dominique Blanc (la Duchesse d'Albuquerque), Jean Chevalier (Ruy Blas) |
| 13 février 2021  | La cuisine des auteurs passe à table                                            | Direction artistique: Jérôme Pouly Distribution: Claude Mathieu (George Sand), Coraly Zahonero (Colette), Alexandre Pavloff (Grimod), Michel Vuillermoz (Honoré de Balzac), Hervé Pierre (Théophile Gautier), Bakary Sangaré (Alexandre Dumas), Danièle Lebrun (Marguerite Duras), Jean Chevalier (Victor Hugo) |
| 20 février 2021  | Mithridate (Racine),                                                            | Direction artistique: Blandine Masson et Éric Ruf Distribution: Alain Lenglet (Arbate), Alexandre Pavloff (Pharnace), Hervé Pierre (Mithridate), Benjamin Lavernhe (Xipharès), Marina Hands (Monime), Antoine de Foucauld (Arcas), Chloé Ploton (Phœdime), Olivier Mellano (Guitare) |
| 27 février 2021  | Les Acteurs de bonne foi (Marivaux)                                             | Direction artistique: Christian Hecq Distribution: Anne Kessler (Madame Argante), Alexandre Pavloff (Éraste), Christian Hecq (a Notary), Benjamin Lavernhe (Merlin), Danièle Lebrun (Madame Hamelin), Jennifer Decker (Lisette), Claire de La Rüe du Can (Colette), Marina Hands (Araminte), Salomé Benchimol (Angélique), Nicolas Verdier (Blaise) |
| 6 mars 2021      | Le Cid (Pierre Corneille)                                                       | Direction artistique: Denis Podalydès Distribution: Claude Mathieu (Léonor), Alain Lenglet(Don Fernand), Christian Gonon (Don Gomès), Hervé Pierre (Don Diègue), Benjamin Lavernhe (Don Rodrigue), Jennifer Decker (Doña Urraque), Jean Chevalier (Don Arias), Élise Lhomeau (Elvire), Birane Ba (Don Sanche), Marina Hands (Chimène), Salomé Benchimol, Nicolas Verdier (Don Alonse) |
| 13 mars 2021     | La Mouette (Anton Tchekhov)                                                     | Direction artistique: Coraly Zahonero Distribution: Jérôme Pouly (Ilia Afanassiévitch Chamraïev), Guillaume Gallienne (Boris Alexéïévitch Trigorine), Elsa Lepoivre (Irina Nikolaïevna Arkadina), Christian Gonon (Evguéni Serguéïévitch Dorn), Julie Sicard (Paulina Andréïevna), Gilles David (Piotr Nikolaïévitch Sorine), Jennifer Decker (Nina Mikhaïlovna Zarétchnaïa), Noam Morgensztern (Sémione Sémionovitch Medvédenko), Claire de La Rüe du Can (Macha), Jean Chevalier (Konstantin Gavrilovitch Tréplev), Salomé Benchimol (Iakov) |
| 20 mars 2021     | Six personnages en quête d'auteur (Luigi Pirandello)                            | Direction artistique: Marina Hands Distribution: Thierry Hancisse (le Père), Anne Kessler (le Directeur-chef de troupe), Coraly Zahonero (la Mère), Guillaume Gallienne (Madame Pace), Bakary Sangaré (le Grand Premier Rôle masculin), Anna Cervinka (la Belle-fille), Élise Lhomeau (l'Assistante), Géraldine Martineau (le Grand Premier Rôle féminin), Salomé Benchimol (la Fillette), Antoine de Foucauld (l'Adolescent), Nicolas Verdier (le Fils) |
| 27 mars 2021     | Ce que j'appelle oubli (Laurent Mauvignier),                                    | Direction artistique: Denis Podalydès Distribution: Denis Podalydès |
| 3 avril 2021     | Vivons Heureux en attendant la mort adapté du livre éponyme de Pierre Desproges | Direction artistique: Christian Gonon Distribution: Alain Lenglet, Christian Gonon |
| 10 avril 2021    | Le Système Ribadier (Georges Feydeau)                                           | Direction artistique: Gilles David Distribution: Thierry Hancisse (Thommereux), Coraly Zahonero (Angèle), Jérôme Pouly (Ribadier), Hervé Pierre (Savinet), Birane Ba (Gusman), Claïna Clavaron (Sophie) |
| 17 avril 2021    | Huis clos (Jean-Paul Sartre),                                                   | Direction artistique: Anne Kessler Distribution: Thierry Hancisse (Garcin), Elsa Lepoivre (Inès), Anna Cervinka (Estelle) |
| 24 avril 2021    | Le Soulier de Satin (Première journée) (Paul Claudel),                          | Direction artistique: Éric Ruf Distribution: Thierry Hancisse (Don Pélage), Alain Lenglet (l'Alférès), Jérôme Pouly (Don Balthazar), Hervé Pierre (le Chancellier), Bakary Sangaré (l'Annoncier et l'Ange gardien), Nicolas Lormeau (le Sergent napolitain), Stéphane Varupenne (le Chinois), Suliane Brahim (Doña Prouhèze - Doña Merveille), Didier Sandre (le Père jésuite), Christophe Montenez (Don Rodrigue), Dominique Blanc (le Roi d’Espagne), Élise Lhomeau (Jobarbara), Clément Bresson (Don Camille), Claïna Clavaron (Doña Musique - Doña Délices), Clémentine Billy (Don Fernand), Chloé Ploton (Doña Isabel), Camille Seitz (Don Luis), Vincent Leterme (piano) |
| 1er mai 2021     | Le Soulier de Satin (Deuxième journée)                                          | Direction artistique: Gilles David Distribution: Claude Mathieu (Doña Honoria), Thierry Hancisse (Don Gil), Éric Génovèse (Saint Jacques), Alain Lenglet (Don Pélage), Coraly Zahonero (l'Ombre double), Clotilde de Bayser (la Lune), Elsa Lepoivre (Doña Prouhèze), Loïc Corbery (Don Gusman), Hervé Pierre (l'Irrépressible), Nicolas Lormeau (le Capitaine), Stéphane Varupenne (Don Camille), Clément Hervieu-Léger (le Vice-Roi), Sébastien Pouderoux (Don Rodrigue), Jennifer Decker (Doña Musique), Clément Bresson (le Roi), Salomé Benchimol (Remedios), Clémentine Billy (l'Archéologue), Chloé Ploton (Ruis Peraldo), Camille Seitz (Ozorio), Vincent Leterme (piano) |
| 8 mai 2021       | Le Soulier de Satin (Troisième journée)                                         | Direction artistique: Thierry Hancisse Distribution: Thierry Hancisse (le Vice-Roi et Voix de Rodrigue) Alain Lenglet (Don Fernand), Florence Viala (l’Ange gardien), Denis Podalydès (Don Ramire), Elsa Lepoivre (Doña Prouhèze), Christian Gonon (Saint Adlibitum et Don Rodilard), Loïc Corbery (Saint Denys d’Athènes), Hervé Pierre (Don Léopold Auguste), Bakary Sangaré (les didascalies), Gilles David (Almagro), Suliane Brahim (l’Enfant), Adeline d’Hermy (Doña Musique), Sébastien Pouderoux (Saint Nicolas et Don Camille), Danièle Lebrun (la Logeuse), Élise Lhomeau (Doña Isabel), Clément Bresson (Saint Boniface et le Capitaine), Claïna Clavaron (la Servante), Salomé Benchimol (Officier), Clémentine Billy (Soldat et Officier), Chloé Ploton (Soldat et Officier), Camille Seitz (Soldat et Officier), Vincent Leterme (piano) |
| 15 mai 2021      | Le Soulier de Satin (Quatrième journée)                                         | Direction artistique: Christian Gonon Distribution: Claude Mathieu (la Camériste et la Religieuse), Anne Kessler (le Japonais Daibutsu, l’Actrice no 1 et l’Actrice no 2), Alain Lenglet (le Chambellan, le Chancelier, le Professeur Bidince et le Frère Léon), Alexandre Pavloff (le Roi d’Espagne), Christian Gonon (les didascalies et l’Huissier), Julie Sicard (Charles Félix, la Bouchère et la Femme de chambre), Bakary Sangaré (Mangiacavallo et Ministre), Pierre Louis-Calixte (Maltropillo et Ministre), Gilles David (le Professeur Hinnulus, Diégo Rodriguez et Ministre), Suliane Brahim (Doña Sept-Épées), Didier Sandre (Don Rodrigue), Julien Frison (Alchochete, le Lieutenant, Ministre et Soldat), Clément Bresson (Bogotillos, Don Mendez Leal, Don Alcindas, Ministre et Soldat), Claïna Clavaron (chant), Salomé Benchimol (chant), Clémentine Billy (chant), Chloé Ploton (chant), Camille Seitz (chant), Vincent Leterme (piano) |
| 7 février 2022   | George Dandin ou le Mari confondu (Molière)                                     | Distribution : Jérôme Pouly (George Dandin) Elsa Lepoivre (Madame de Sotenville) Hervé Pierre (Colin) Didier Sandre (Monsieur de Sotenville) Rebecca Marder (Angélique) Birane Ba (Lubin) Élissa Alloula (Claudine) Adrien Simion (Clitandre) |
| 14 février 2022  | Sganarelle ou le cocu imaginaire (Molière)                                      | Thierry Hancisse (Sganarelle) Anne Kessler (Suivante de Célie et parent de Sganarelle) Éric Génovèse (Gorgibus) Alain Lenglet (Vilebrequin) Clotilde de Bayser (femme de Sganarelle) Yoann Gasiorowski (Lélie) Clément Bresson (Gros-René) Géraldine Martineau (Célie) |
| 7 mars 2022      | Le Sicilien ou l'Amour Peintre (Molière)                                        | Pierre Louis-Calixte (Hali/Don Pèdre), Nicolas Lormeau (Musiciens/Sénateur), Pauline Clément (Isidore/Climène), Julien Frison (Adraste/Hali), Yoann Gasiorowski (Don Pèdre/Adraste), Élissa Alloula (Climène/Isidore) |
| 4 avril 2022     | Monsieur de Pourceaugnac (Molière)                                              | Claude Mathieu,Véronique Vella,Loïc Corbery,Clément Hervieu-Léger,Didier Sandre,Jennifer Decker, Claire de La Rüe du Can, Yoann Gasiorowski, Élissa Alloula, Séphora Pondi, Vianney Arcel, Robin Azéma, Héloïse Cholley, Fanny Jouffroy, Emma Laristan |